# Duratovci
Duratovci (cyr. Дуратовци) – wieś w Bośni i Hercegowinie, w Republice Serbskiej, w gminie Kotor Varoš. W 2013 roku liczyła 31 mieszkańców.